# OStatus
OStatusは分散型ミニブログのためのオープン標準である。Atom、Activity Streams、PubSubHubbub、Salmon、Webfingerといったオープンプロトコルによって構成されており、異なるサイト間においてユーザー同士の投稿をほぼリアルタイムで届けることを可能にする。
OStatusをサポートしたサイトは別のサイトと連合 (federation) を構築できる。当初、OStatus federationはStatusNetを利用するサイト間で可能だった。その後、StatusNetとMiniMeの間でも可能となった。それ以外の様々なコンテンツ管理システムは完全な標準準拠にはまだ不完全である。 
2012年1月、W3C Community Groupが開設され、この技術のメンテナンスと開発を行っている。

## サポートするソフトウェア
- GNU social （旧称: StatusNet）
- Friendica
- buddycloud
- Duuit!
- Lorea
- OpenMicroBlogger
- Project Danube
- SocialRiver